# Heliconius batesi
Heliconius batesi är en fjärilsart som beskrevs av Riffarth 1900. Heliconius batesi ingår i släktet Heliconius och familjen praktfjärilar. Inga underarter finns listade i Catalogue of Life.